# Derbent (Konya)
Pour les articles homonymes, voir Derbent (homonymie).
Derbent est une ville et un district de la province de Konya dans la région de l'Anatolie centrale en Turquie.